# Episodi di Quantum Leap (seconda stagione)
La seconda stagione della serie televisiva Quantum Leap, composta da 13 episodi, è andata in onda in prima visione negli Stati Uniti sulla rete NBC dal 4 ottobre 2023 al 20 febbraio 2024.
In Italia la stagione è inedita.
| nº | Titolo originale       | Titolo italiano | Prima TV USA     | Prima TV Italia |
| -- | ---------------------- | --------------- | ---------------- | --------------- |
| 1  | This Took Too Long!    |                 | 4 ottobre 2023   |                 |
| 2  | Ben & Teller           |                 | 11 ottobre 2023  |                 |
| 3  | Closure Encounters     |                 | 18 ottobre 2023  |                 |
| 4  | The Lonely Hearts Club |                 | 25 ottobre 2023  |                 |
| 5  | One Night in Koreatown |                 | 1º novembre 2023 |                 |
| 6  | Secret History         |                 | 15 novembre 2023 |                 |
| 7  | A Kind of Magic        |                 | 6 dicembre 2023  |                 |
| 8  | Nomads                 |                 | 13 dicembre 2023 |                 |
| 9  | Off the Cut            |                 | 30 gennaio 2024  |                 |
| 10 | The Family Treasure    |                 | 6 febbraio 2024  |                 |
| 11 | The Outsider           |                 | 13 febbraio 2024 |                 |
| 12 | As the World Burns     |                 | 20 febbraio 2024 |                 |
| 13 | Against Time           |                 | 20 febbraio 2024 |                 |

## This Took Too Long!
- Titolo originale: This Took Too Long!
- Diretto da: John Terlesky
- Scritto da: Martin Gero

### Trama
Ben è sgomento nello scoprire che sta ancora saltando ed è saltato su un aereo cargo dell'aeronautica militare sopra la Russia che trasporta una cassa misteriosa. L'aereo viene abbattuto da un missile terra-aria russo (SAM) e Ben e l'equipaggio scoprono che la loro cassa è vuota ed erano un'esca per un altro bersaglio. Ben e l'equipaggio lavorano insieme per raggiungere un sito di comunicazione per chiedere aiuto via radio, solo per scoprire che in realtà è stato il sito SAM ad abbatterli e che ora sta prendendo di mira altri tre aerei americani. L'equipaggio utilizza un camion rubato e fa scattare la mina per distruggere il sito e salvare gli aerei. Dopo aver attraversato l'intero salto senza il supporto di PQL, Ben riceve finalmente un contatto da Ian, che rivela che hanno cercato Ben per tre anni, che il progetto è stato chiuso e tutto è cambiato.
- Dettagli del salto (nome, data, luogo): Perez, 1978, Russia
- Ascolti USA: telespettatori 2 901 000 – rating/share 18-49 anni 0,3[4].
- Ascolti Italia: telespettatori ? – share ?.

## Ben & Teller
- Titolo originale: Ben & Teller
- Diretto da: Kristin Windell
- Scritto da: Aadrita Mukerji

### Trama
Mentre Ian riunisce il resto della squadra, Ben si imbatte nell'anziana cassiera di banca Lorena Chaves il giorno di una rapina in banca, con un rapinatore, Sean, che è il fratello della collega di Lorena, Rebecca. Nella sequenza temporale originale, la polizia fece irruzione e otto persone morirono nella sparatoria. Ben funge da collegamento tra la polizia e i ladri, convincendoli a rilasciare due ostaggi. Il capo rapinatore fa inserire a Ben il codice della cassaforte, ma la camera di imaging si spegne mentre Ian lo recita, anche se Ben indovina il codice. La squadra di Quantum Leap viene arrestata ma il fidanzato di Addison li fa rilasciare. Ben apprende nella nuova sequenza temporale che la sparatoria colpisce una tubazione del gas, provocando un'esplosione, ma c'è una sala riunioni con un muro a secco che conduce alla salvezza. Convince i ladri a lasciarli lì prima di sfondare. Prima che Ben e Rebecca se ne vadano, il capo rapinatore li scopre e sta per uccidere Rebecca quando Sean gli spara. Rebecca prende la pistola da Sean, e sebbene Sean si prenda la colpa della sparatoria, si tratta di legittima difesa e viene rilasciato dopo cinque anni. Jenn affronta Ian su come hanno davvero scoperto che Ben era vivo, e Ben si rende conto che c'è qualcosa di diverso in Addison.
- Dettagli del salto (nome, data, luogo): Lorena Chaves, 9 maggio 1986, Tucson, Arizona
- Ascolti USA: telespettatori 2 561 000 – rating/share 18-49 anni 0,2[5].
- Ascolti Italia: telespettatori ? – share ?.

## Closure Encounters
- Titolo originale: Closure Encounters
- Diretto da: Chris Grismer
- Scritto da: Romy Loor

### Trama
Ben si imbatte nell'investigatore del Project Sign Robert Cook, che è stato inviato a indagare su un incidente che ha messo in coma una ragazza di nome Melanie Hunt e ha ferito la sua amica Carrie Baker, la nipote dello sceriffo Morgan. Carrie afferma che lei e Melanie sono corse attraverso il bosco dopo che un UFO le ha portate fuori strada, ma la polizia ha trovato Melanie ancora in macchina. Il potente padre di Melanie vuole che Carrie venga arrestata. La squadra deduce che Hunt deve aver usato un elicottero per causare l'incidente. Ben e Morgan sono seguiti da un elicottero vicino al ranch di Hunt e un disturbatore di segnale caccia Addison fuori dalla camera di imaging. Ben esce dall'auto e corre ma è svenuto e la mattina dopo si sveglia in un letto. Ben si rende conto che lui e Melanie hanno gli stessi segni sul collo e che lei è stata drogata come parte di una copertura per aver visto un ranch che Hunt aveva affittato ai militari per i test. Morgan si prepara a lasciare la città con Carrie. Ben viene rapito di proposito vicino al ranch, dove Morgan scatta foto e Addison osserva la base. Affrontano un generale e gli convincono a rimediare alle accuse di Carrie e spostare la base dal New Mexico all'Area 51.
- Dettagli del salto (nome, data, luogo): Robert Cook, 1949, Starlight, Messico
- Ascolti USA: telespettatori 2 705 000 – rating/share 18-49 anni 0,3[6].
- Ascolti Italia: telespettatori ? – share ?.

## The Lonely Hearts Club
- Titolo originale: The Lonely Hearts Club
- Diretto da: M. J. Bassett
- Scritto da: Kristy Lowrey

### Trama
Magic presenta alla squadra il fidanzato di Addison, Tom Westfall. Ben si imbatte in Summer Walsh, l'assistente dell'attore Neal Russell. Nella timeline originale Neal morì in un incidente in barca dopo aver saltato un'apparizione televisiva. Dopo la scomparsa di Neal, Ben si rende conto di essere al matrimonio della sua ex moglie Laura. Addison dice che Ben deve portare Neal al Tonight Show per promuovere il suo libro di memorie, ma Ben invece cerca di rimettere insieme lui e Laura. Neal viene arrestato mentre ruba il suo vecchio smoking da un museo delle cere, ma Ben lo libera. Ian dice a Jenn che c'è stata una violazione della sicurezza durante il monitoraggio dei balzi di Ben. La squadra si rende conto che l'addetto stampa di Neal è sua figlia nata da un vecchio matrimonio, ma Ben vuole ancora riunire Neal e Laura. Neal dà a Laura un fiore ma lei gli dice che è ora di andare avanti. Neal dice a Ben di accompagnarlo al porto, ma Ben invece porta Neal a casa di sua figlia. Neal e sua figlia si riavvicinano e raccontare la sua storia a Jay Leno riporta Neal sotto i riflettori. Tom suggerisce a Magic che potrebbe non essere possibile per il saltatore tornare a casa.
- Dettagli del salto (nome, data, luogo): Summer Walsh, 4 aprile 2000, Los Angeles, California
- Ascolti USA: telespettatori 2 561 000 – rating/share 0,2[7].
- Ascolti Italia: telespettatori ? – share ?.

## One Night in Koreatown
- Titolo originale: One Night in Koreatown
- Diretto da: Tamika Miller
- Scritto da: Benjamin Raab e Deric A. Hughes

### Trama
Ben si imbatte in Daniel Park, il figlio del proprietario del negozio di scarpe di Koreatown, Jin, il giorno in cui iniziano le rivolte di Los Angeles. Nella sequenza temporale originale Jin veniva ucciso mentre difendeva il negozio dai saccheggiatori. Magic si unisce a Ben invece che ad Addison. Ben prova ad andarsene con la cliente Luisa ma scopre che la sua macchina è stata distrutta, quindi tornano. Il fratello di Daniel, Sonny, informa Ben che tutte le strade fuori Koreatown sono state interrotte. Beth affronta Magic perché beve. Dopo che Jin si rifiuta di far entrare Dwain, socio in affari nero di Sonny, discutono sui piani di Sonny di avviare un'attività di scarpe. Ben e Sonny trovano Dwain e Sonny se ne va per raccogliere provviste. Magic confida a Jenn le sue esperienze nell'estate del 1967. I rivoltosi rubano gran parte della merce ma Ben e gli altri sopravvivono. La squadra scopre che Jin sopravvive alla nuova sequenza temporale, ma qualcun altro muore. Jin punta la pistola contro Dwain dopo una discussione. Quando Sonny entra, Jin gli spara, scambiandolo per un saccheggiatore. Portano Sonny su un'ambulanza ma la polizia punta le armi contro Dwain prima che Jin intervenga. Sonny sopravvive e costruisce un impero di scarpe con Dwain. Magic accetta di ricevere aiuto per il suo alcolismo.
- Dettagli del salto (nome, data, luogo): Daniel Park, 29 aprile 1992, Los Angeles, California
- Ascolti USA: telespettatori 2 952 000 – rating/share 0,3[8].
- Ascolti Italia: telespettatori ? – share ?.

## Secret History
- Titolo originale: Secret History
- Diretto da: Pamela Romanowsky
- Scritto da: Drew Lindo

### Trama
Ben si imbatte in un professore dell'Università di Princeton e vede un altro professore assassinato. Quel professore aveva avuto una corrispondenza con Albert Einstein, recentemente scomparso, riguardo ad una formula mancante. Ben viene accolto da Hannah Carson, che ha incontrato per la prima volta durante il suo salto nel New Mexico. Trovano un indizio sulla formula mancante di Einstein, ma questo cambia la sequenza temporale causando la morte di Hannah. Dopo che un attacco informatico spegne temporaneamente Ziggy, Tom sostituisce Jenn nella camera di imaging. Trovano una stanza nascosta nella biblioteca ma vengono attaccati da un nazista armato di coltello mentre scoppia un incendio. Ben disarma il nazista, una recluta del Progetto Paperclip e assassino del professore. Hannah inizia a tradurre il diario ma Tom dice a Ben che è per una bomba. Quando Hannah si rifiuta di smettere di tradurre, Ben le dice che è un viaggiatore nel tempo. Hannah brucia la formula. Ian chiede a Rachel di lavorare contro i suoi datori di lavoro, che tengono in ostaggio Quantum Leap. Ben scopre che il capo di Hannah, Donovan, è un altro nazista, che tiene lui e Hannah in ostaggio, ma Hannah usa una calamita per disarmare Donovan. Viene arrestato e il lavoro di Hannah viene pubblicato con il suo nome. Jenn e Ian affrontano il ricattatore, che chiude il chip. Ben bacia Hannah prima di saltare.
- Dettagli del salto (nome, data, luogo): Professor Henry McCoy, 15 maggio 1955, Princeton, New Jersey
- Ascolti USA: telespettatori 2 999 000 – rating/share 0,3[9].
- Ascolti Italia: telespettatori ? – share ?.

## A Kind of Magic
- Titolo originale: A Kind of Magic
- Diretto da: Avi Youabian
- Scritto da: Margarita Matthews

### Trama
- Dettagli del salto (nome, data, luogo): ?
- Ascolti USA: telespettatori ? – rating/share ?.
- Ascolti Italia: telespettatori ? – share ?.